# 감천초등학교 덕율분교
감천초등학교 덕율분교는 경상북도 예천군 감천면 덕률리 143에 있었던 초등학교이다.

## 연혁
- 1970년 9월 24일 감천국민학교 덕율분교장 개교
- 1971년 3월 15일 덕율국민학교 승격
- 1996년 3월 1일 덕율초등학교로 개칭
- 1999년 9월 1일 감천초등학교 덕율분교
- 2007년 2월 28일 병설유치원 폐원
- 2009년 3월 1일 폐교